# Marjorie de Sousa
Marjorie de Sousa (ur. 23 kwietnia 1980) – meksykańska i wenezuelska aktorka filmowa i telewizyjna.

## Wybrana filmografia
- 2012-2013: Prawdziwe uczucie jako Kendra Ferreti / Macaria Chávez

## Nagrody

### Premios TVyNovelas
| Rok  | Kategoria              | Telenowela        | Wynik   |
| ---- | ---------------------- | ----------------- | ------- |
| 2014 | Najlepsza antagonistka | Prawdziwe uczucie | Wygrana |